# Солсбері Тауншип (округ Ланкастер, Пенсільванія)
Солсбері Тауншип (англ. Salisbury Township) — селище (англ. township) в США, в окрузі Ланкастер штату Пенсільванія. Населення — 11 494 особи (2020).

## Демографія
Згідно з переписом 2010 року, у селищі мешкали 11 062 особи в 3284 домогосподарствах у складі 2671 родини. Було 3387 помешкань
Расовий склад населення:
| - 96,8 % — білих - 1,1 % — чорних або афроамериканців - 0,4 % — азіатів - 0,1 % — корінних американців |

До двох чи більше рас належало 1,0 %. Частка іспаномовних становила 1,9 % від усіх жителів.
За віковим діапазоном населення розподілялося таким чином: 34,6 % — особи молодші 18 років, 55,9 % — особи у віці 18—64 років, 9,5 % — особи у віці 65 років та старші. Медіана віку мешканця становила 30,0 року. На 100 осіб жіночої статі у селищі припадало 103,9 чоловіків;  на 100 жінок у віці від 18 років та старших — 101,2 чоловіків також старших 18 років.
Середній дохід на одне домашнє господарство  становив 73 095 доларів США (медіана — 60 393), а середній дохід на одну сім'ю — 78 549 доларів (медіана — 64 474). Медіана доходів становила 46 908 доларів для чоловіків та 32 061 долар для жінок. За межею бідності перебувало 8,7 % осіб, у тому числі 11,4 % дітей у віці до 18 років та 8,9 % осіб у віці 65 років та старших.
Цивільне працевлаштоване населення становило 5132 особи. Основні галузі зайнятості: виробництво — 19,1 %, будівництво — 15,3 %, роздрібна торгівля — 13,8 %, освіта, охорона здоров'я та соціальна допомога — 12,5 %.